# The Diseased and the Poisoned
Albums de Carnifex
Dead in my arms
(2007) Hell Chose Me
(2010)
The Diseased and the Poisoned est le deuxième album studio du groupe de Deathcore américain Carnifex. L'album est sorti le 24 juin 2008 sous le label Victory Records.

## Composition
- Scott Lewis : Chant
- Cory Arford : Guitare
- Ryan : Guitare
- Steve McMahon : Basse
- Shawn Cameron : Batterie

## Liste des morceaux
1. Suffering – 0:50
2. In Coalesce with Filth and Faith – 3:16
3. The Nature of Depravity – 3:16
4. Adornment of the Sickened – 2:27
5. Innocence Died Screaming – 2:45
6. The Diseased and the Poisoned – 2:37
7. To My Dead and Dark Dreams – 3:10
8. Sadistic Embrace – 2:54
9. Answers in Mourning – 2:46
10. Aortic Dissection – 2:58
11. Among Grim Shadows – 2:46
12. Enthroned in Isolation – 3:30